# Palazzo Mele-Longo
Il Palazzo Mele-Longo è un edificio di valore storico e architettonico di Napoli, ubicato in via Egiziaca a Pizzofalcone nel quartiere di San Ferdinando.
Il suolo dove sorge questo palazzo venne censuato per la prima volta nel 1564, dunque la sua erezione risale alla seconda metà del XVI secolo. Nel 1689, anno in cui Antonio Galluccio pubblicò la Relazione censuaria dei suoli sulla collina di Pizzofalcone, apparteneva a Zenobia Mele e a Beatrice Longo; mentre ai tempi del Catasto provvisorio pubblicato nel 1815-1820 era già diventato un condominio diviso tra più proprietari.
Il palazzo si innalza di cinque piani su via Egiziaca a Pizzofalcone e presenta due portali bugnati fatti di piperno di diverse dimensioni (quello al civico 8 è più piccolo di quello al civico 11). Entrando al civico 11 si trova subito dopo l'androne, sulla destra, la scala settecentesca di rappresentanza, mentre un'altra scala ottocentesca è situata a sinistra nel cortile.
Attualmente questo palazzo è un condominio "borghese", bisognoso di maggiore manutenzione sul prospetto laterale su vico Egiziaca e sul cortile.